# Carlo Jachino
Carlo Jachino (San Remo, 3 febbraio 1887 – Roma, 23 dicembre 1971) è stato un compositore italiano.

## Biografia
Figlio di Giuseppe ed Emilia Piccione, fratello maggiore dell'ammiraglio Angelo Iachino e padre dell'attrice Silvana. Ha studiato musica dapprima a Pisa, poi a Lucca sotto la guida di Gaetano Luporini e successivamente con Hugo Riemann in Germania, a Lipsia, presso la scuola di musicologia di H. Riemann, con il quale ha proseguito gli studi di composizione. Nel 1908 si è laureato a Pisa in giurisprudenza seguendo i consigli del padre, dopodiché ha soggiornato a Parigi fino allo scoppio della prima guerra mondiale, ala quale ha partecipato da volontario.
È stato professore di musica e di composizione al Conservatorio di Parma, di Roma e di Napoli, dove ha assunto l'incarico di vicedirezione fino al 1938, e di direzione dal 1951. Tra i suoi allievi si possono menzionare: Franco Margola, Roberto Pineda Duque, B. Mazzacurati e Vieri Tosatti, suo allievo al conservatorio Santa Cecilia di Roma. Ha inoltre ottenuto il ruolo di ispettore alle Belle Arti per la sezione musica, presso il ministero della Pubblica Istruzione.
Ha trionfato in vari concorsi musicali, come ad esempio in quello organizzato dalla Musical Found Society di Filadelfia nel 1928, dove ha spartito il primo premio con Béla Bartók, Alfredo Casella e Waldo Warner. Come compositore si è contraddistinto per una pregevole tecnica armonica e contrappuntistica, per sonorità e un linguaggio innovativo e sperimentale, ben evidenziato dalle tecniche di composizione seriale.
Inoltre ha composto: Giocondo e il suo re (1924 al Teatro Dal Verme di Milano con Manfredi Polverosi); Sonata drammatica per violino e orchestra (1931), riduzione per violino e pianoforte a cura di Mario Pilati (1932); Fantasia del rosso e il nero (1936); Pagine di Ramon (1937); Trio romantico; Preludio di festa per orchestra; Madrigali (1949). L'opera Giocondo e il suo re, accolta con favore dal pubblico e dalla critica, si è caratterizzata per le influenze verdiane e pucciniane, oltreché per le favole teatrali di Italo Montemezzi ed i suoi elementi comici e grotteschi.
Tra le sue pubblicazioni, ricordiamo: Tecnica dodecafonica (1948), nel quale ha descritto le caratteristiche del nuovo linguaggio musicale creato da Schönberg; Gli strumenti di orchestra (1950). Ha collaborato con la Rivista musicale italiana tra gli anni Venti e Trenta. Inoltre è da menzionare la sua partecipazione come comparsa nel ruolo di un mendicante nel film Ladri di biciclette diretto da Vittorio De Sica (1948).

## Filmografia

### Attore
- Caccia all'uomo regia di Riccardo Freda (1948)
- L'ebreo errante regia di Goffredo Alessandrini (1948)
- Ladri di biciclette regia di Vittorio De Sica (1948)
- Fabiola regia di Alessandro Blasetti (1949)
- Guarany regia di Riccardo Freda (1950)

### Musiche film
- Il figlio di d'Artagnan regia di Riccardo Freda (1950)